# 美國會計師
美國會計師 或 美國註冊會計師 或 美國執業會計師 ( CPA(USA) )，是指美國會計財務專業的統稱。美國註冊會計師 Certified Public Accountant 或英文簡稱 CPA 在美國是受到法律保護，任何非持有美國註冊會計師資格者在美國自稱CPA均屬違法。
美國會計師可以算是世界會計財務專業的始祖之一。美國紐約州從1896年開始，便以考試的方式來培訓美國紐約州註冊會計師。隨著社會的專業需求，越來越多的州郡立法要求以通過考試的方式取得會計師資格。從1917年開始，美國會計師協會(American Institute of Certified Public Accountants - AICPA)則開始提供統一會計師考試(Uniform CPA Examination)，以作為各州核發會計師執照的評量工具。
除此之外，全球第一個國家採用註冊會計師 (CPA) 作為會計師專業簡稱的是美國，故美國會計師可以說是全球註冊會計師(CPA)的始祖。
目前全美國總共有60多萬名美國註冊會計師在全球各地的執業會計師事務所、金融投資界或在工商產業界服務，美國註冊會計師可以說是世界上規模最大和最為國際化的法定會計師專業資格之一。
美國會計師牌照是經由50個州及5個特區(例如關島)政府監督及頒發而非AICPA頒發，因此，擁有美國會計師牌照並不等於擁有AICPA頒發的會員資格。
美国各州对获得注册会计师执照要求不一样，但都要通过统一的注册会计师考试。各州还各自有职业道德考核，行业经验等不同要求。在获得注册会计师执照后，每年要进行职业继续教育，以获得足够的学分来维持注册会计师执照。

## 主要職能
美國註冊會計師主要在美國本土及世界各地提供以下不同的職能:

### A. 會計
- 1. 電腦帳務處理，電腦會計制度設置、訓練。
- 2. 財務報表的編制及審核。
- 3. 會計制度的建立及設計。
- 4. 員工薪資支票印發及薪資稅之申報。
- 5. 會計軟體之安裝及訓練。
- 6. 內部控制之建立和評估。

### B. 審計
- 1. 各種財務報表的編制、查核及審核。
- 2. 海外上市公司在美子公司的財務查核及審核。

### C. 財務規劃
- 1. 國際及國內財務規劃。
- 2. 移民前後財務規劃。
- 3. 海外資產轉移保護計劃。
- 4. 退休及遺產省稅計劃。
- 5. 財務投資省稅計劃。
- 6. 個人財產轉移保護計劃。
- 7. 全盤性的省稅策略分析 。

### D. 專業服務
- 1. 公司成立, 改組及解散。
- 2. 為居住在海外人士成立美國公司、非營利公司、改組、解散。
- 3. 成立跨國公司美國分公司、代表處、辦事處、美國工廠。高級管理人員
- 4. 具有申請L-1簽證資格。
- 5. 公司，合夥，有限責任公司跨國公司及個人報稅及規劃。
- 6. 薪資稅, 銷售稅, 環境稅 , 縣市稅之申報。
- 7. 信託，遺產稅和贈予稅的規劃及申報 。
- 8. 稅局查帳交涉及抗辯。
- 9. 國際稅務規劃。
- 10. 移民稅務規劃。
- 11. 全美五十州的報稅
- 12. 解決跨國公司會計、審計及財務的疑難問題
- 13. 其他各種稅務之研究及解決。
- 14. 公司收購兼併
- 15. 美國市場上市融資。
- 16. 商標版權登記。

### E. 企業及個人財稅顧問
- 1. 企業發展規劃。
- 2. 公司營運制度設計。
- 3. 市場行銷規劃。
- 4. 時間的控制管理。
- 5. 企業買賣規劃。
- 6. 國際性的投資分析和規劃。
- 7. 商業貸款分析。
- 8. 共同基金及子女教育基金